# Curley Weaver
Curley James Weaver, noto anche come Slim Gordon (Covington, 25 marzo 1906 – Covington, 20 settembre 1962), è stato un cantante, chitarrista e cantautore statunitense di musica blues.

## Biografia

### Primi anni
Weaver nacque a Covington, in Georgia, e crebbe in una fattoria vicino a Porterdale. Sua madre, Savannah "Dip" Shepard Weaver, era una pianista e chitarrista molto rispettata, che insegnava a Curley e ai figli del suo amico, "Barbecue Bob" e Charley Lincoln. I tre formarono un gruppo con l'armonica Eddie Mapp e suonarono localmente.

### Inizi della carriera
Weaver si trasferì ad Atlanta nel 1925, dove lavorò come operaio e si esibì per le strade e negli eventi sociali. Registrò per la prima volta nel 1928 per la Columbia Records e successivamente pubblicò dischi su diverse etichette discografiche. Registrò da solo negli anni '20 e '30, prima nello stile insegnato da sua madre e poi nello stile di Piedmont che si stava diffondendo, ma era meglio conosciuto per i duetti con il cieco Willie McTell, con il quale lavorò fino agli anni '50 e per il suo lavoro con Barbecue Bob, Fred McMullen e l'armonicista e chitarrista Buddy Moss. Era anche un membro dei gruppi di registrazione dei Georgia Browns (Weaver, Moss e McMullen) e dei Georgia Cotton Pickers (Bob, Weaver e Moss), esempi di quel genere di gruppi che suonavano alle feste di casa in quei giorni.

### Ultimi anni
Dopo la seconda guerra mondiale Weaver registrò a New York e Atlanta, sia come artista solista che con McTell. Le sue registrazioni finali furono nel 1949. Lavorò per una ferrovia fino a quando divenne cieco negli anni '50.
Morì di uremia a Covington, in Georgia, nel 1962, all'età di 56 anni.
Sua figlia Cora Mae Bryant (1 maggio 1926 - 30 ottobre 2008) era anch'ella un musicista blues.

## Artisti associati
- Blind Willie McTell
- Barbecue Bob
- Georgia Browns
- Georgia Cotton Pickers
- Buddy Moss